# Rhododendron excellens
Rhododendron excellens är en ljungväxtart som beskrevs av William Botting Hemsley och E. H. Wils. Rhododendron excellens ingår i släktet rododendron, och familjen ljungväxter. Inga underarter finns listade i Catalogue of Life.